# Carlton Club
El Carlton Club es un club de caballeros situado en Londres, Inglaterra.

## Historia
El Carlton Club fue fundado en 1832 por pares tories, miembros del parlamento y aristócratas, como lugar donde coordinar las actividades del partido tas la derrota del partido sobre la Primera Ley de Reforma. Posteriormente jugó un papel importante en la transformación del partido Tory en el actual Partido Conservador. El club perdió el carácter de sede central del partido a finales de la década de 1860.

### Sede

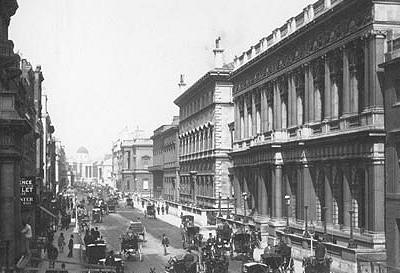
Antigua sede del Club, en la calle Pall Mall.

El club fue fundado en la taberna Thatched House en 1832 y su primera sede fue Carlton Terrace (cedida por Lord Kensington). Esta sede pronto se quedó pequeña. La segunda sede, donde estuvo durante más tiempo, estaba al lado del Reform Club en la calle Pall Mall, y fue construida en 1835. Sin embargo fue bombardeada por la Luftwaffe en 1941, por lo que el club se mudó a su sede actual en 1943, n.º 69 St James's Street, que anteriormente fue la sede del Arthur's Club, que cerró en 1940. El edificio actual es arquitecturalmente importante e incluye dos elegantes comedores, junto con una colección de retratos de políticos que datan del siglo XVIII.

### Reunión del Carlton Club
El club es más conocido por haber sido sede de la Reunión del Carlton Club el 19 de octubre de 1922, en la que diputados conservadores derrocaron a su líder Austen Chamberlain y se separaron de David Lloyd George, líder de la coalición. Los parlamentarios votaron 185 contra 85 a favor de acabar con la coalición, tras los discursos en contra de esa opción de Andrew Bonar Law y Stanley Baldwin. Baldwin dijo que el hecho de que Lloyd George era una fuerza dinámica era un peligro para la estabilidad del partido conservador.

### El atentado del IRA
A las 8:39 p. m. del 25 de junio de 1990, el Carlton Club fue bombardeado por el IRA, con un resultado de más de 20 personas heridas. Lord Kaberry murió posteriormente debido a las heridas recibidas en el ataque.

## Miembros
Muchos políticos conservadores han sido miembros del club y al líder del Partido Conservador se lo invita a convertirse en miembro honorario. Iain Duncan Smith, sin embargo, rechazó el ofrecimiento.
Tradicionalmente, sólo los hombres podían ser miembros de pleno derecho del club, después de ser propuestos y apoyados por un determinado número de socios. Desde la década de 1970, se permitió a las mujeres ser miembros asociados, es decir, no podían usar todas las instalaciones y habitaciones, y tampoco podían votar. Margaret Thatcher fue nombrada miembro de honor en 1975 y, hasta 2008, fue la única mujer con membresía plena.
David Cameron rechazó ser miembro tras tomar el liderazgo del Partido Conservador, alegando que el Club no daba la posibilidad a las mujeres de ser miembros de pleno derecho, a pesar de que es miembro del White’s Club, que no ofrece ninguna posibilidad a las mujeres de ser miembros.
Sin embargo, en la reunión anual del Club celebrada el 20 de mayo de 2008, los miembros decidieron permitir que las mujeres fueran miembros de pleno derecho, 176 años después de su fundación. Ann Widdecombe se convirtió en la primera mujer elegida como miembro normal de club, el 24 de junio de 2008.